# 일가단원
일가단원(중국어 정체자: 一家團圓, 병음: Yījiātuányuán, 영어: Family Reunion)은 2022년 3월 9일부터 2023년 5월 3일까지 SET 타이완 채널에서 방송한 드라마이다.

## 등장 인물
- 천관린: 예즈청(葉至誠), 위더성(余得勝) 역
- 리옌: 왕야후이(王雅卉) 역
- 랴오이차오: 샹이차오(向以喬) 역
- 린팅위: 장자링(張家玲), 장자옌(張家嬿) 역
- 린쩌시: 두청언(杜承恩) 역
- 허루윈: 팡메이란(方美蘭) 역
- 장펑수: 양츠잉(楊慈英) 역
- 유안순: 왕톈츠(王天賜) 역
- 장훙언: 예사오펑(葉少風) 역
- 왕위제: 커샤오핑(柯曉萍) 역
- 황쉬안: 왕야팡(王雅芳) 역
- 허이페이: 차오펑(曹鳳) 역
- 라이위팅: 차이이산(蔡依珊) 역